# Келли Тейлор
Келли Мерлин Тейлор (англ. Kelly Taylor) — главная героиня сериала «Беверли-Хиллз, 90210» и второстепенная героиня сериалов «Мелроуз-Плейс» и «90210: Новое поколение». Придумана сценаристом Дарреном Старом. Роль Келли исполнила американская актриса Дженни Гарт. Первоначально представлена авторами, как «испорченная девочка-подросток», позже её роль была значительно увеличена продюсерами. Позже Келли стала персонажем, с помощью которого представили первый спин-офф. Критиками оценено, как изображены этапы взросления героини от подростка до молодой женщины.
Келли появилась во всех основных спин-оффах «Беверли-Хиллз, 90210», включая «Мелроуз-Плейс» и «90210: Новое поколение». Стала первой актрисой оригинального сериала, получившей роль в перезапуске 2008 года. По сравнению с другими актёрами шоу, появилась в наибольшем количестве эпизодов и является главным персонажем оригинального сериала.

## Беверли-Хиллз, 90210

### Появление
На протяжении периода выхода эпизодов шоу, Келли стала одним из противоречивых персонажей. В первых эпизодах, выпущенных в эфир в 1990 году, она была представлена довольно стереотипно — как богатая, избалованная девочка из Беверли-Хиллз, в первую очередь ценившую внешность и материальное благосостояние. Но по мере развития сюжета, персонаж стал более многогранным.
Впервые причины подобного поведения раскрыты в седьмом эпизоде первого сезона под названием «Perfect Mom», когда выясняется, что Келли испытывает сильный стресс и проблемы, связанные с алкогольной и наркозависимостью своей матери Джеки — семья Уолшей и Андреа Цукерман поняли, что она удивительный человек, увидев, как она пытается справиться с этими проблемами. Из эпизода «Slumber Party» становится известно, что её первый сексуальный опыт был болезненным, когда всё случилось против её воли с парнем, пригласившим её на свидание — тогда девочка училась в младшем классе старшего звена школы. Становится очевидно, что Келли справляется с большим количество проблем, с которыми сталкивается далеко не каждый — вскоре Келли и Андреа становятся близкими подругами. Когда Андреа забеременела в четвёртом сезоне, Келли стала тем человеком, который смог убедить подругу не делать аборт.

### Развитие
Ближе к концу второго сезона Келли знакомится с молодым мужчиной по имени Джейк Хэнсон, немного старше её. Хотя возраст девушки оттолкнул его, он признал, что его привлекает её сердце и доброта. Эта сюжетная линия нашла завершение в пилотных эпизодах сериала «Мелроуз-Плейс». После короткого летнего романа с Диланом МакКеем, парнем её лучшей подруги Бренды Уолш, Келли решила отказаться от Дилана и своего личного счастья, чтобы не причинить боль подруге. В третьем сезоне героиня вновь испытала тяжёлый период — испытывая романтические чувства к Дилану и чувство вины по отношению к Бренде, девушка пытается избегать их обоих. Даже в период открытых отношений с Диланом, Келли невероятно переживала из-за испорченных отношений с Брендой .
Приблизительно в это же время у Келли родилась сестра Эйрин, когда Джеки снова вышла замуж, а вскоре её родной дом был выставлен на продажу. Затем Келли начала испытывать недовольство относительно своей фигуры, и злоупотребляла таблетками для похудения, что привело к истощению — в итоге в свой День Рождения девушка оказалась в больнице. Внешность героини также играла важную роль в развитии персонажа — она получила титул «Королевы весны» во время танцев в первом сезоне, а также одноклассники проголосовали за неё, как за самую красивую девушку в выпускном классе. Келли знает, что она красива, но, в основном, девушка воспринимает это как помеху в общении с людьми — она считала, что никто не воспринимает её всерьёз, особенно когда Дилан дал прочитать свою рукопись Андреа, а не ей. У Келли появились комплексы, она была уверена, что люди дружат с ней исключительно из-за её красоты.
Даррен Стар неоднократно высказывался относительно изменений в персонаже. В аудиокомментариях к эпизоду «Spring Dance» также отметил первые проявления влечения Келли к Брендону Уолшу, когда девушка использовала титул Королевы, чтобы привлечь внимание юноши, в то время как в четвёртом сезоне девушка смогла проявить свою привязанность к Брендону в более мягкой и нежной форме, что произвело большое впечатление на юношу. Также в сериале «Мелроуз-Плейс» она спрашивает Джейка: «Ты думаешь, я красива?», что является контрастом с поведением в более поздних эпизодах, когда девушка хотела, чтобы её ценили за внутренние качества. Эти изменения сыграли важную роль ещё некоторое время спустя, когда девушке удалось завоевать Брендона. Исполнительница роли, актриса Дженни Гарт, признаётся, что просто ненавидела свою героиню: «Она такая однобокая!». Особенно Дженни раздражало то, как много Келли хвастается операцией по исправлению носа в первой серии шоу. Позже актриса говорила, что изменила своё отношение к Келли в лучшую сторону.

### Рост популярности
Развитие персонажа также привело к карьерному росту актрисы. В статье TV Guide 1995 года было заявлено, что продюсеры решили сделать персонаж Гарт центральным, и, по словам создателей, «нет сомнений в том, что у неё это получится — так крепка вера в Дженни». В итоге, продвижение привело к замене Бренды на Келли в качестве главного женского персонажа шоу, создавая новые, «более интересные сюжетные линии». Анонимный источник утверждает, что именно данное решение стало камнем преткновения во взаимоотношениях Дженни Гарт и Шеннен Доэрти, игравшей Бренду Уолш. Как бы там ни было, Гарт прокомментировала уход Доэрти в 1994 году следующим образом: «Во время съёмок мы по-настоящему подружились, я буду скучать по ней».
За первые пять лет съёмок сериала, экранное время персонажа значительно возросло. Став участницей таких важных событий, как запуск шоу-спин-оффа, любовный треугольник сначала с Диланом и Брендой, роман с главным мужским персонажем Брендоном Уолшем, а позже и любовный треугольник с Брендоном и Диланом, популярность Келли значительно возросла. Также девушка была участницей многих других важных событий, что в итоге привело к смене статуса героини в шоу.
Также кроме запуска первого спин-оффа под названием «Мелроуз-Плейс», Келли появилась в шоу «90210: Новое поколение», где Дженни Гарт стала первой актрисой оригинального шоу, вернувшейся в продолжение. Эти появления сделали Келли самым важным персонажем во всей франшизе, отмечая наибольшее количество появлений в эпизодах и пилотах шоу серии. Шеннен Доэрти, также снявшаяся в «90210: Новое поколение» заверила поклонников, что как их персонажи, актрисы возобновили взаимоотношения друг с другом: «Мы стали настоящими друзьям, я обожаю её».

### Поздние годы
С течением времени Келли столкнулась в более взрослыми проблемами, среди которых вступление в культ, возможная гибель в пожаре, а также зависимость от кокаина. Также персонаж страдала от амнезии; она застрелила мужчину, изнасиловавшего её; неожиданная беременность и выкидыш — а также последствия, который ставили под сомнение возможность иметь детей в будущем. Преодолев эти препятствия, Келли смогла стать лучшим человеком и помогать другим.
Донна Мартин в исполнении Тори Спеллинг и Клэр Арнольд, роль которой сыграла Кэтлин Робертсон, были лучшими подругами и соседками Келли. Героиня Тиффани Тиссен — Вэлери Мэлоун, появившаяся в качестве замены Бренды Уолш — стал главной соперницей Келли, однако не задолго до ухода Тиссен из шоу, героини актрис наконец нашли общий язык.
В жизни Келли было две главные романтические привязанности — Брендон Уолш, которого сыграл Джейсон Пристли, и Дилан МакКей в исполнении Люка Перри. В пятом сезоне героиня вынуждена была сделать выбора между этими двумя мужчинами, однако в итоге она отказала им обоим. В любом случае, в седьмом сезоне она понимает, что любит Брендона и в конце восьмого сезона у молодых людей должна была состояться свадьба. Однако оба героя поняли, что они не готовы к этому, что привело к отъезду Брендона, решившего посвятить себя журналистской карьере в Вашингтоне. После ухода Пристли, актриса стала самой высокооплачиваемой в шоу. В конце сериала, у Келли вновь начинается роман с Диланом, а также героиня организовывает частную PR-фирму.

## Мелроуз-Плейс
В 1992 году, в эфир начинает выходить «Мелроуз-Плейс» — первый спин-офф сериала, также созданный Дарреном Старом. Дженни Гарт появляется в нескольких первых эпизодах, чтобы связать новое шоу с «Беверли-Хиллз, 90210», так как один из главных героев сериала — Джейк Хэнсон (в исполнении актёра Гранта Шоу), знакомый Дилана, с котором у Келли в финале второго сезона начался роман.
В первых эпизодах «Мелроуз-Плейс» их роман показан более подробно, однако его можно охарактеризовать, как «расставание-воссоединение», так как для Джейка был большой проблемой возраст Келли, несмотря на то, что девушка ему нравится. В конце концов, Джейк подстраивает всё так, чтобы Келли поверила в то, что он ей изменил, и девушка бросает Джейка. В более поздних эпизодах обоих сериалов, роман персонажей периодически упоминается, хотя ни Келли, ни Джейк более не появляются в «Мелроуз-Плейс» и «Беверли-Хиллз, 90210» соответственно.

## 90210: Новое поколение
В 2008 году Келли вернулась в сериале «90210: Новое поколение» — теперь женщина работает психологом в стенах её родной школы в Западном Беверли-Хиллз. Вскоре зрители узнают, что за это время Келли получила учёную степень и родила сына Сэмми от Дилана МакКея. Вскоре пара рассталась. Кроме того, выясняется, что в детстве Гарри Уилсон — новый директор школы — был соседом и другом Келли.
Отношения Келли с Джеки вернулись к тем, которые были показаны в первых эпизодах с участием её матери — находясь в постоянном запое, Джеки практически не следит за своей младшей дочерью-подростком Эйрин, ставшей главным персонажем спин-оффа. Из сериала зрители узнают, что Келли возобновила общение с Брендой Уолш, однако прошлые обиды вновь становятся камне преткновения, когда Келли подозревает, что у Бренды всё ещё есть чувства к Дилану. Кроме того, Бренда проводит ночь с Райаном Мэттьюзом, учителем английского, с которыми у Келли развивались романтические отношения. Однако когда Келли узнаёт, что Бренда не сможет иметь детей, она мирится с подругой.
В ночь вечеринки, которую устраивает приехавшая погостить Донна Мартин, Келли встречает в магазине Райана — их встречу, закончившуюся в квартире Райана, предсказала гадалка, но в итоге Райан и Келли решили не продолжать отношения, сохранив дружбу.
Во втором сезоне Келли начинает проводить больше времени с Гарри, что вызывает ревность его жены Дэбби. Вскоре становится ясно, что герои испытывают романтические чувства друг к другу. Однако Гарт отказалась участвовать в сюжетной линии с романом с женатым мужчиной. Узнав о приближающейся смерти своей матери Джеки от рака, Келли отдаляется от неё, пытаясь защитить Эйрин, однако позже после разговора с сестрой, она прощает женщину за своё тяжёлое детство и плохие взаимоотношения с матерью-алкоголичкой. Гарт покинула шоу в конце второго сезона в результате изменений в руководстве — новый шоу-раннер Ребекка Синклэр решила взять новое направление в развитии шоу, и оно не включало появление героев оригинала, а также меньшее экранное время для взрослых персонажей. Несмотря на то, что исчезновение героини никак не было описано в сюжете новых эпизодов, некоторые герои упоминают Келли, отмечая, что она по-прежнему живёт в Беверли-Хиллз и заботится об Эйрин.

## Критика
Работа Гарт над персонажем была признана многими критиками и коллегами актрисы, включая Джейсона Пристли, Гранта Шоу и Сару Фостер. В 1995 году в статье журнала TV Guide, написанной Мэри Мёрфи, было сказано: «Её фирменная роль — чувственная и сексуальная мученица Келли Тейлор — стала эссенцией подросткового гнева и подарила огромное количество поклонников». В статье 2009 года Нелли Андреева из The Hollywood Reporter назвала персонажа «ярким порождением атмосферы Беверли-Хиллз».
В статье 2009 года Нелли Андреева из The Hollywood Reporter отметила, что Келли является неотъемлемой частью франшизы. 24 ноября 2008 года канал SOAPnet устроил марафон серий классического шоу под названием «Любовные победы и поражения Келли» (англ. Kelly's Leftovers), посвящённого романтической стороне жизни героини. В статье о спин-оффе «Мелроуз-Плейс» Грант Шоу сказал, что хотел бы вернуться в новый сериал и стать «кем-то вроде Келли Тейлор для франшизы 90210». Когда стало известно, что Джейсон Пристли станет режиссёром одного из эпизодов первого сезона, актёр отметил, что надеется поработать с Гарт на съёмках. Попав в сериал, Сара Фостер заявила, что очень нервничает, так как ей предстоит сниматься в общих сценах с Дженни Гарт, которую она так любила, когда смотрела классическое шоу.
В биографической статье актрисы на сайте Yahoo! сказано, что Дженни сыграла «популярную легкомысленную девчонку Келли, которая сильно изменилась за эти годы, что дало Гарт возможность совершенствовать свои навыки от сезона к сезону, демонстрируя невероятный профессиональный рост перед зрителями всей Америки». Кроме того, многие СМИ считают, что Келли стала прототипом Наоми Кларк — персонажа сериала «90210: Новое поколение». 2 сентября 2010 сайт Reuters.com опубликовал статью об оригинальном шоу, содержавшем обращение Гарт через Твиттер: «Я невероятно сильно люблю своих коллег, как и ребят из нового шоу».